# John Weeks Moore
Pour les articles homonymes, voir John Moore.
John Weeks Moore, né le 11 avril 1807 à Andover dans le New Hampshire et mort le 23 mars 1889 à Manchester, est un éditeur américain de publications musicales.

## Biographie
Fils de Jacob Bailey Moore (en), il est éduqué à la Concord High School et la Plymouth Academy, devient imprimeur et travaille avec plusieurs journaux. En 1834, il crée le premier journal musical du New Hampshire puis édite The World of Music, un in-quarto, The Musical Library, un folio et le Daily News.

## Publications
- Vocal and Instrumental Instructor (Bellows Falls, Vt., 1843)
- Sacred Minstrel (1848)
- Complete Encyclopædia of Music, Elementary, Technical, Historical, Biographical, Vocal, and Instrumental (1854)
- American Collection of Instrumental Music (1856)
- Star Collection of Instrumental Music (1858)
- Appendix to Encyclopedia of Instrumental Music (Manchester, N. H., 1858)
- Musical Record (5 vols., 1867–70)
- Songs and Song-Writers of America (200 numéros, 1859–80)
- Historical, Biographical, and Miscellaneous Gatherings relative to Printers, Printing, Publishing of Books, Newspapers, Magazines, and other Literary Productions from 1820 to 1886 (1886), un second volume était en préparation en 1888

## Source
- (en) Cet article est partiellement ou en totalité issu de l’article de Wikipédia en anglais intitulé « John Weeks Moore » (voir la liste des auteurs).